# Pieter-Jan De Smet
Pour les articles homonymes, voir Pierre-Jean De Smet.
Pieter-Jan De Smet (né le 16 février 1968) est un chanteur et acteur belge d'origine flamande, guitariste du groupe PJDS qui porte son nom.

## Biographie
De Smet est né le 16 février 1968. Il forme un groupe musical à l'âge de 12 ans, Route 66. Ce groupe porte le nom de la première chanson qu'il a pu jouer sur la guitare de son père. Plusieurs autres cover bands ont suivi par la suite. À l'âge de 17 ans, il a commencé à écrire ses propres chansons. Il a suivi une école de théâtre au Studio Herman Teirlinck où il a obtenu son diplôme en 1990 et a joué dans le groupe The Lionhearts. Peu de temps après, il quitte le groupe après avoir rencontré le guitariste Geoffrey Burton et monte avec lui un groupe sous son propre nom, qui deviendra PJDS à partir de 2001. Avec ce groupe, il sort un total de cinq albums, avec des formations et des noms de groupes différents.
En tant qu'acteur, il a joué le rôle de Charles-Victor Blomme dans la série télévisée De Kotmadam de VTM de 1991 à 1994. Il a aussi participé à plusieurs productions de la compagnie théâtrale Theater Zuidpool.
Il a composé plusieurs fois de la musique pour le Théâtre Zuidpool, avec lequel il a joué Cockfish pendant la saison 2008-2009. Ces dernières années, ses activités se sont concentrées sur la musique et le théâtre.
Il a aussi collaboré avec artistes comme le chanteur gantois Djamel.